# دیک وی
دیک وی (انگلیسی: Dick Wei؛ زادهٔ ۱۵ آوریل ۱۹۵۳) بازیگر و کارگردان صحنه‌های اکشن اهل تایوان است.
از فیلم‌هایی که وی در آن‌ها نقش داشته است، می‌توان به برادر خوبم دودو، رزا، پام پام و همیشه اژدها اشاره نمود.